# ملیح اکنر
ملیح اکنر (ترکی استانبولی: Melih Ekener؛ زادهٔ ۱۳ ژوئیه ۱۹۶۵) هنرپیشه، کمدین اهل ترکیه است. او فعالیت حرفه‌ای خود را از تئاتر آغاز کرد.